# Hasna
M/Y Hasna är en superyacht tillverkad av Feadship i Nederländerna. Hon levererades 2017 till sin ägare John Symond, en australisk affärsman. Hasna designades helt av Redman Whiteley Dixon. Motoryachten är 73 meter lång och har en kapacitet upp till 12 passagerare fördelat på sex hytter. Den har en besättning på 21 besättningsmän.
Den kostade $70 miljoner att färdigställa.